# Cercopithecus petaurista
Pour les articles homonymes, voir Pétauriste.
Espèce
Statut de conservation UICN

NT : Quasi menacé
Cercopithecus petaurista, le Cercopithèque blanc-nez, Hocheur blanc-nez du Bénin, Hocheur du Ghana ou Pétauriste, est une espèce de mammifères primates de la famille des Cercopithécidés, qui fait partie des singes africains de cette famille couramment appelés « pains à cacheter » ou « blancs-nez » en raison d'une tache blanche sur leur nez.

## Description
D’une longueur de 40 à 50 cm auxquels s'ajoute une queue un peu plus longue jusqu’à 70 cm, ce singe à queue pèse entre 2 et 4 kg à l’âge adulte. Les mâles sont un peu plus grands et lourds que les femelles. La face est noire et la queue bicolore kaki/blanc. Le dos est brun, pas forcément de manière homogène. La zone du nez est d’un blanc très clair. Cette caractéristique est commune à la plupart des espèces de la super espèce Cercopithecus cephus et à d'autres espèces du genre en lui même comme Cercopithecus nictitans.
Les mâles adultes poussent des cris en toux sèche, grinçante, et des sifflements aigus (d'alarme). 
L’espèce est surtout frugivore (elle mange des fruits). Secondairement elle mange des fleurs, et des jeunes organes végétaux (nouvelles feuilles, pousses, bourgeons, etc.) voire quelques insectes. Ce singe est arboricole, vif et très agile.

## Distribution et habitat
Ce singe est présent de la Guinée jusqu’au Bénin, et du Cavally (frontière Libéria-Côte d’Ivoire) jusqu’au Bénin pour la sous-espèce éponyme,. Il évolue dans les forêts de plaine primaires et secondaires, les forêts riveraines et les forêts galeries, la brousse côtière et les zones ripicoles.

## Pressions humaines et conservation
Autrefois omniprésent en forêts tropicales du Sud-Ouest ivoirien, il est aujourd’hui plus rare et craintif qu’avant. Cela reste pourtant une des espèces les plus faciles à observer. On raconte localement que les bandes de singes à nez blanc connaissent le visage de certains braconniers qui ont décimé leur groupe, et que dès qu’ils s’en rendent compte, ils fuient, pour parfois ne plus jamais revenir sur un territoire.
L’UICN considère dette espèce comme presque menacée.

## Liste des sous-espèces
Selon GBIF (30 mai 2023) :
- Cercopithecus petaurista buettikoferi Jentink, 1886
- Cercopithecus petaurista petaurista (Schreber, 1774)

## Systématique
Le nom valide complet (avec auteur) de ce taxon est Cercopithecus petaurista (Schreber, 1774). L'espèce a été initialement classée dans le genre Simia sous le protonyme Simia petaurista Schreber, 1774.
Cercopithecus petaurista a pour synonyme :
- Simia petaurista Schreber, 1774

## Noms vernaculaires
Ce taxon porte en français les noms vernaculaires ou normalisés suivants :
- Cercopithèque blanc-nez[5],[6] ;
- Hocheur blanc-nez du Bénin[7] ;
- Hocheur du Ghana[7] ;
- Pétauriste[5],[6].